# NGC 3927
NGC 3927 is een niet-bestaand object in het sterrenbeeld Leeuw. Het hemelobject werd op 27 april 1864 ontdekt door de Duits-Deense astronoom Heinrich Louis d'Arrest.